# Thiếu tá
Trong  quân đội, đa số các nước trên thế giới đều có quân hàm sĩ quan trung cấp có 1 sao cấp tá. Quân hàm thiếu tá trên cấp Đại úy, dưới cấp Trung tá (2 sao cấp tá). Quân hàm này thường đảm nhiệm các chức tiểu đoàn trưởng đến trung đoàn trưởng.

### Huy hiệu của thiếu tá không quân các nước

Argentina
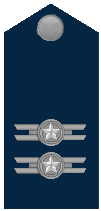
Brazil
Croatia
Đan Mạch
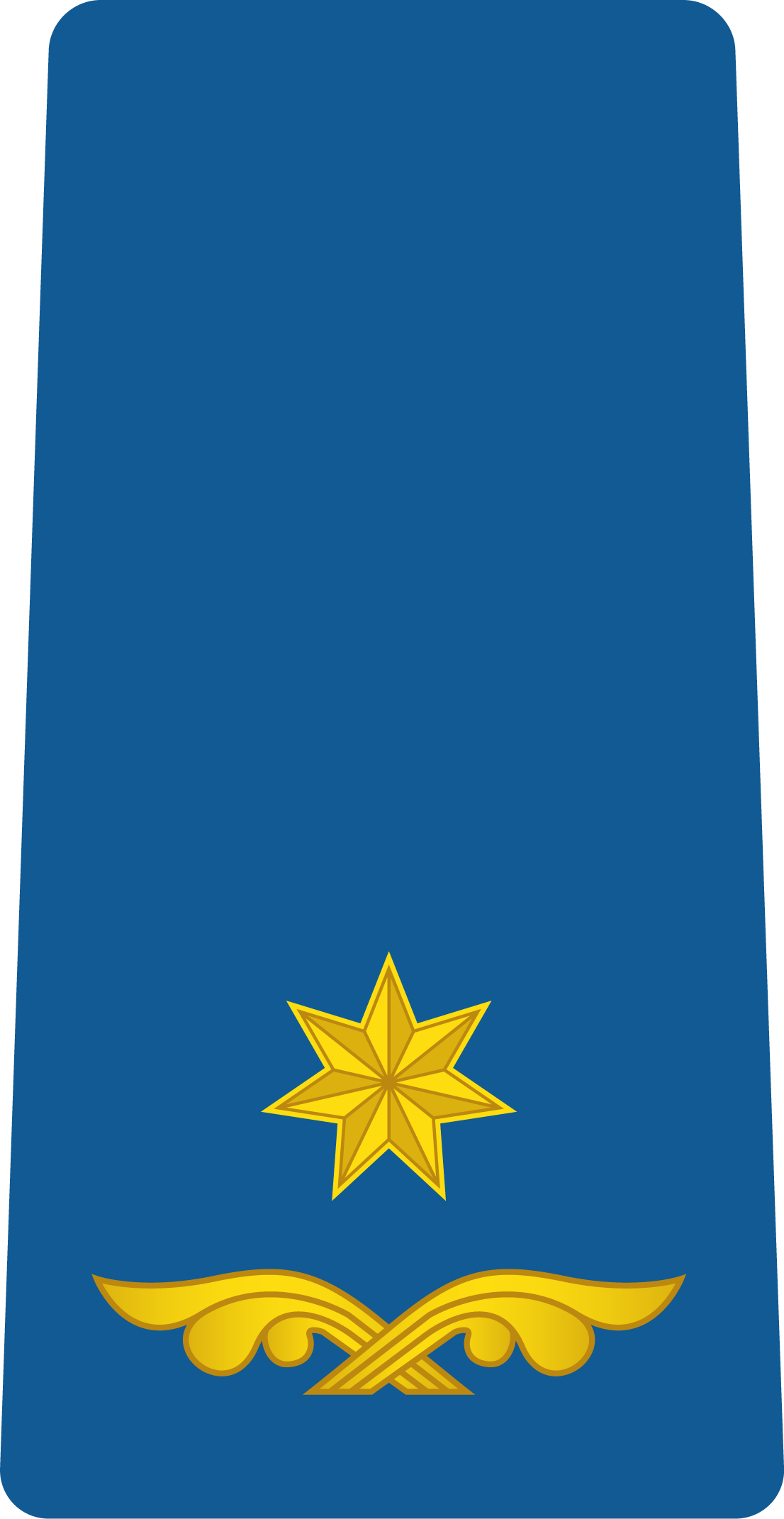
Georgia
Đức
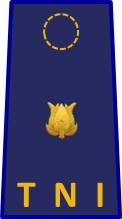
Indonesia
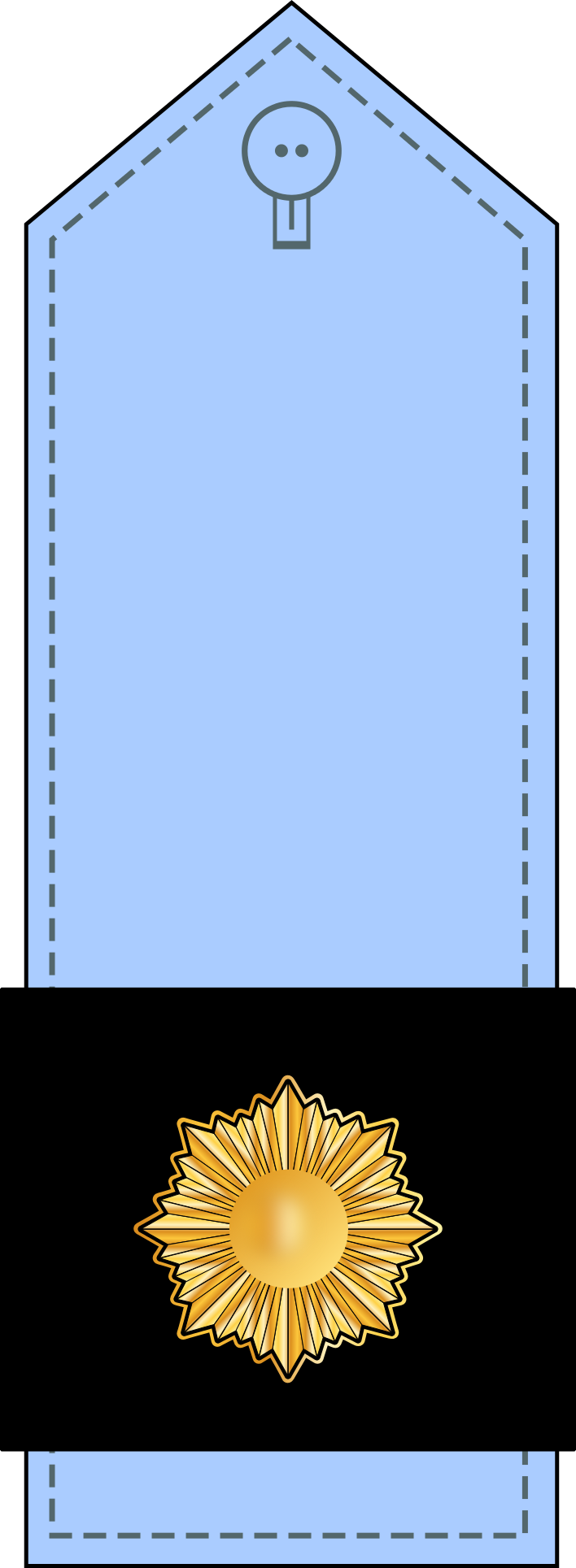
Iran
Israel
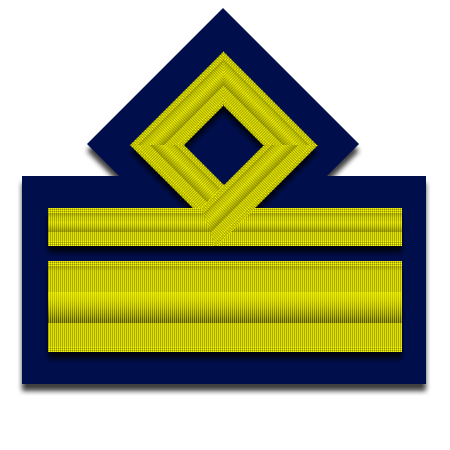
Italy
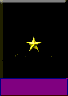
Mexico
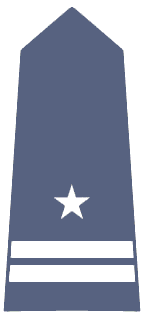
Ba Lan
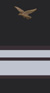
Bồ Đào Nha
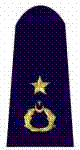
Thổ Nhĩ Kỳ
Hoa Kỳ
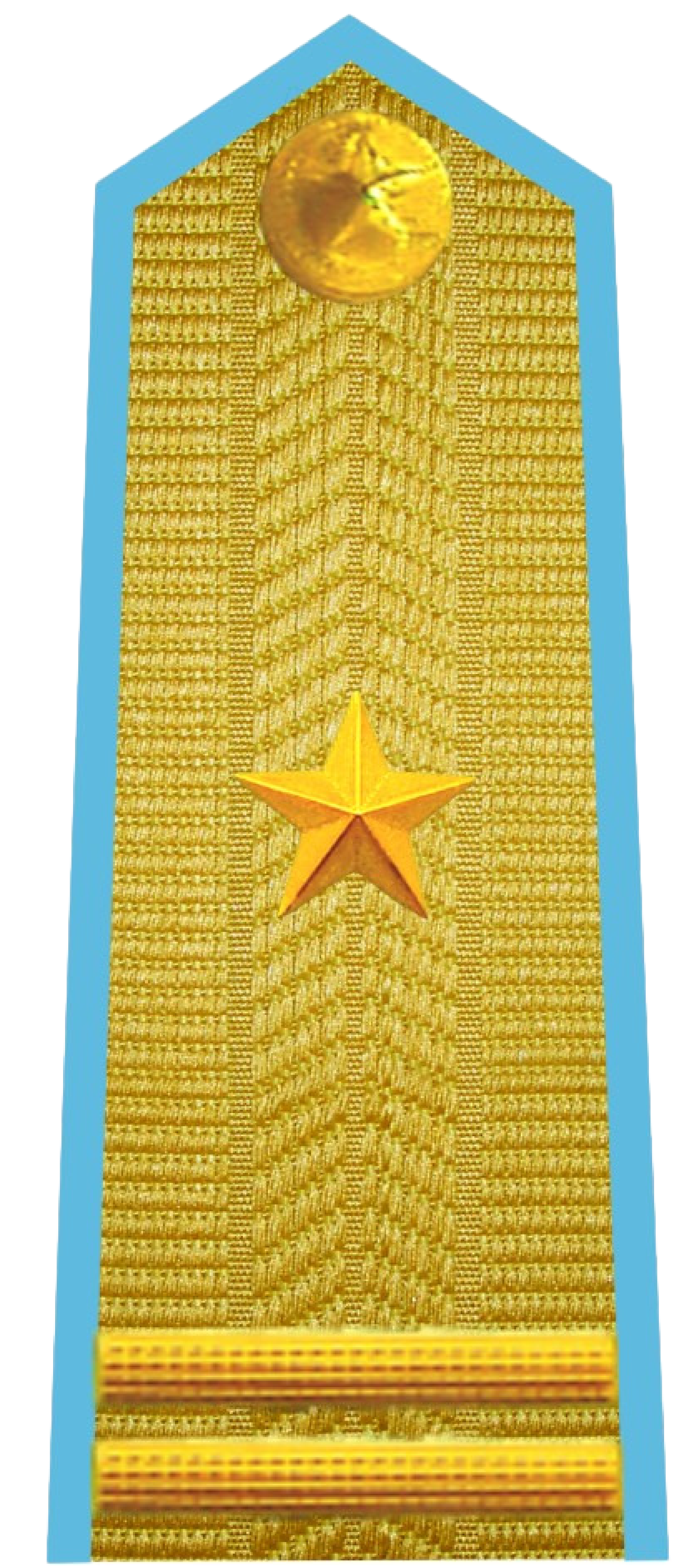
Việt Nam

### Huy hiệu của thiếu tá quân đội các nước

Úc
Bangladesh
Bỉ
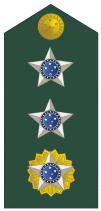
Brazil
Canada
Colombia
Croatia
Cộng hòa Séc
Cộng hòa Dominican
Ai Cập
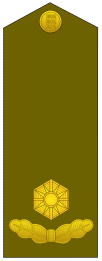
Estonia
Phần Lan
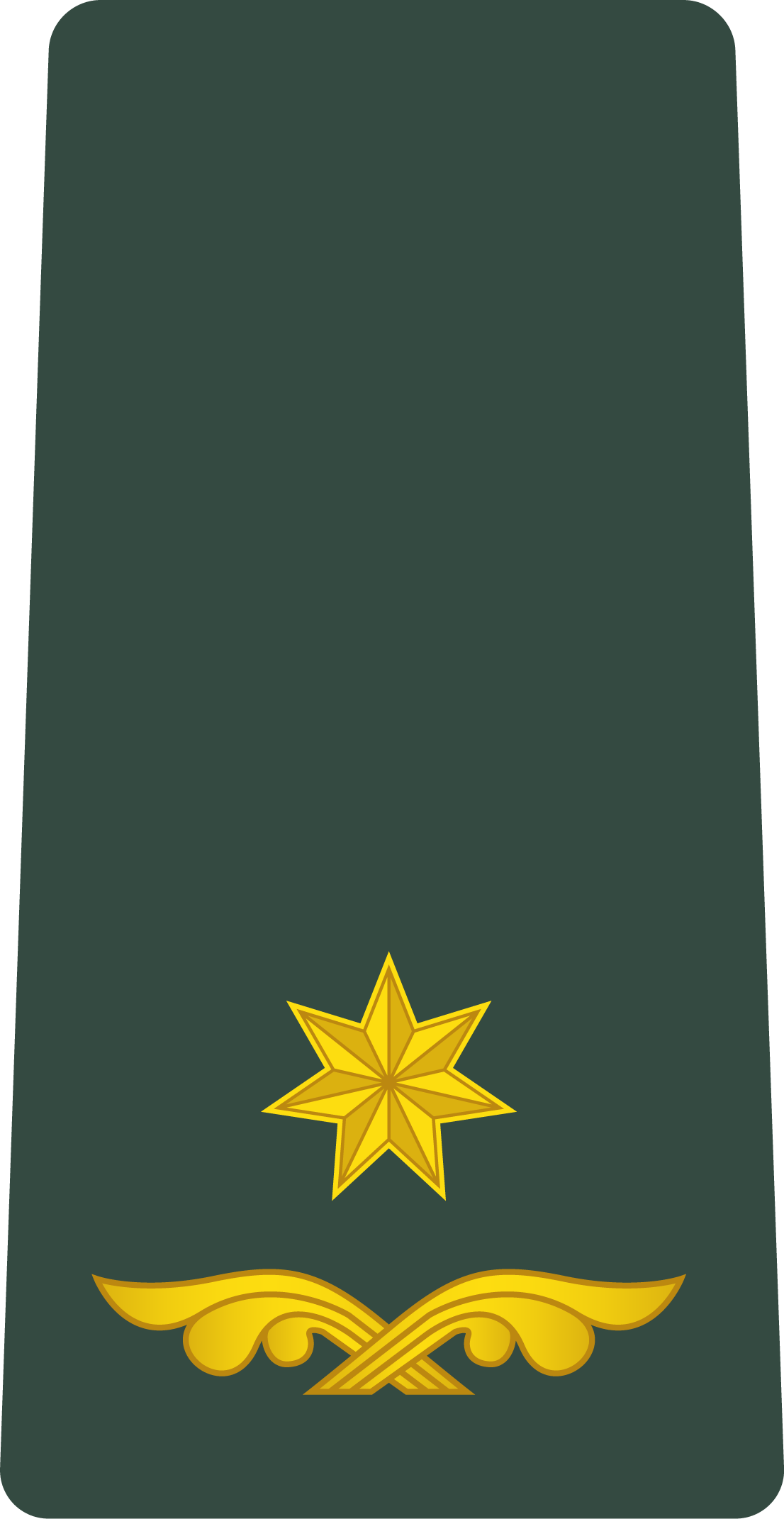
Georgia
Đức
Hy Lạp
Hungary
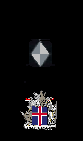
Iceland
Ấn Độ
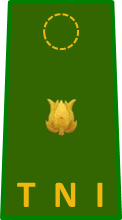
Indonesia
Israel
Italy
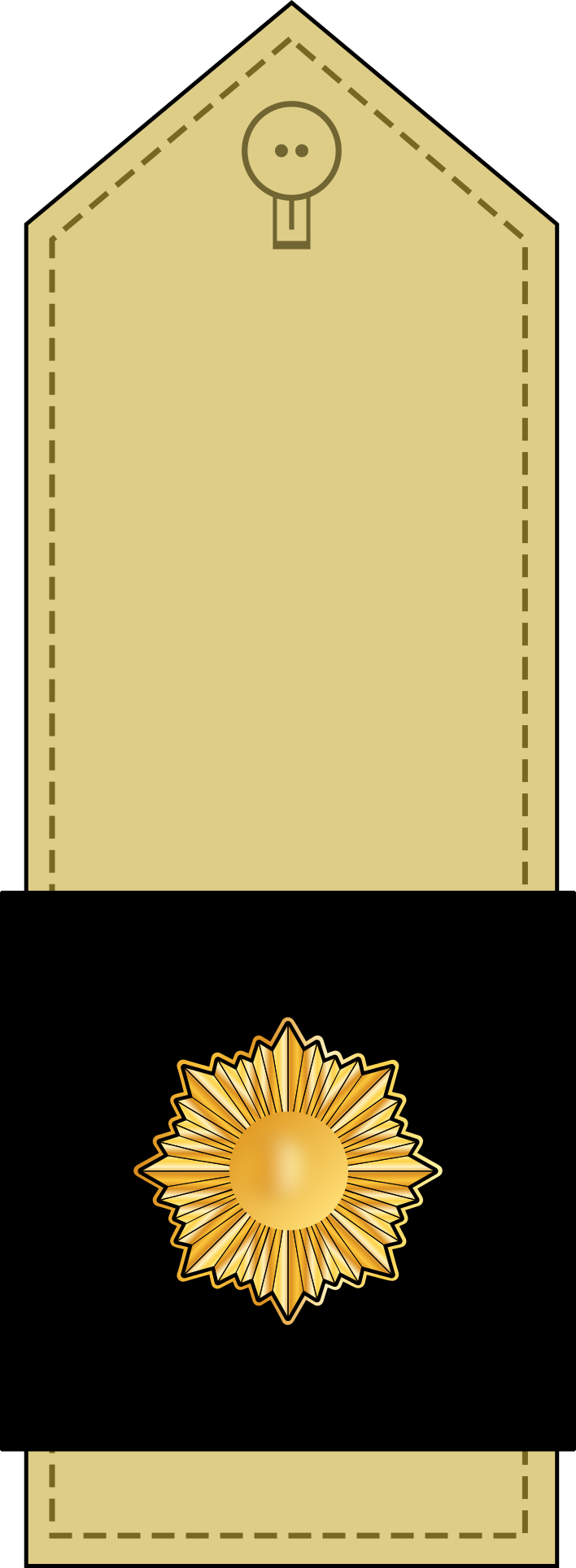
Iran
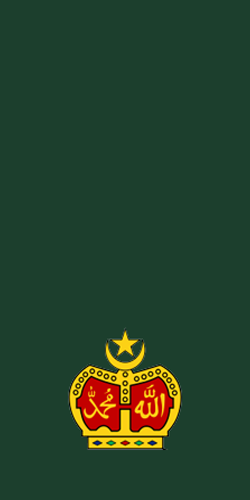
Malaysia
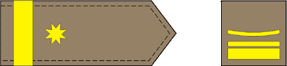
Macedonia
Hà Lan
Pakistan
Ba Lan
Bồ Đào Nha
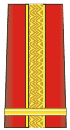
Romania
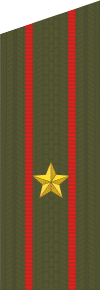
Nga
Sri Lanka
Thụy Sĩ
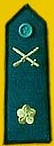
Đài Loan
Thái Lan
Thổ Nhĩ Kỳ
Vương quốc Anh
Hoa Kỳ
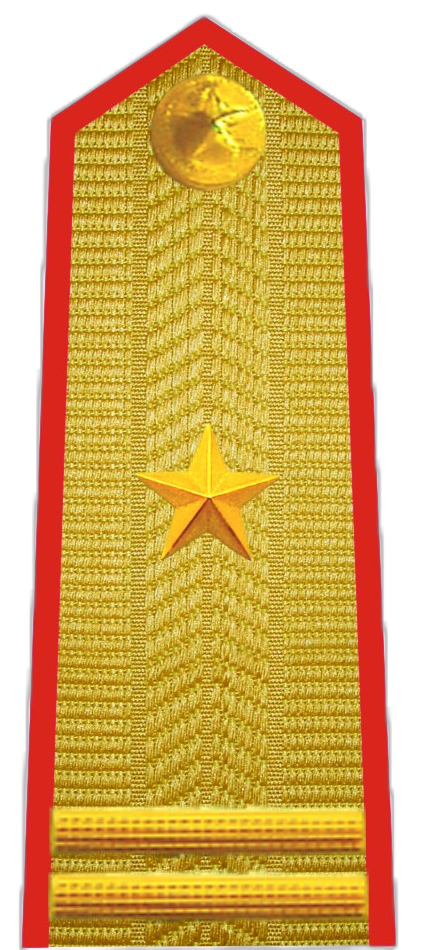
Việt Nam

### Huy hiệu của thiếu tá hải quân các nước

Israel
Vương quốc Anh
Hoa Kỳ
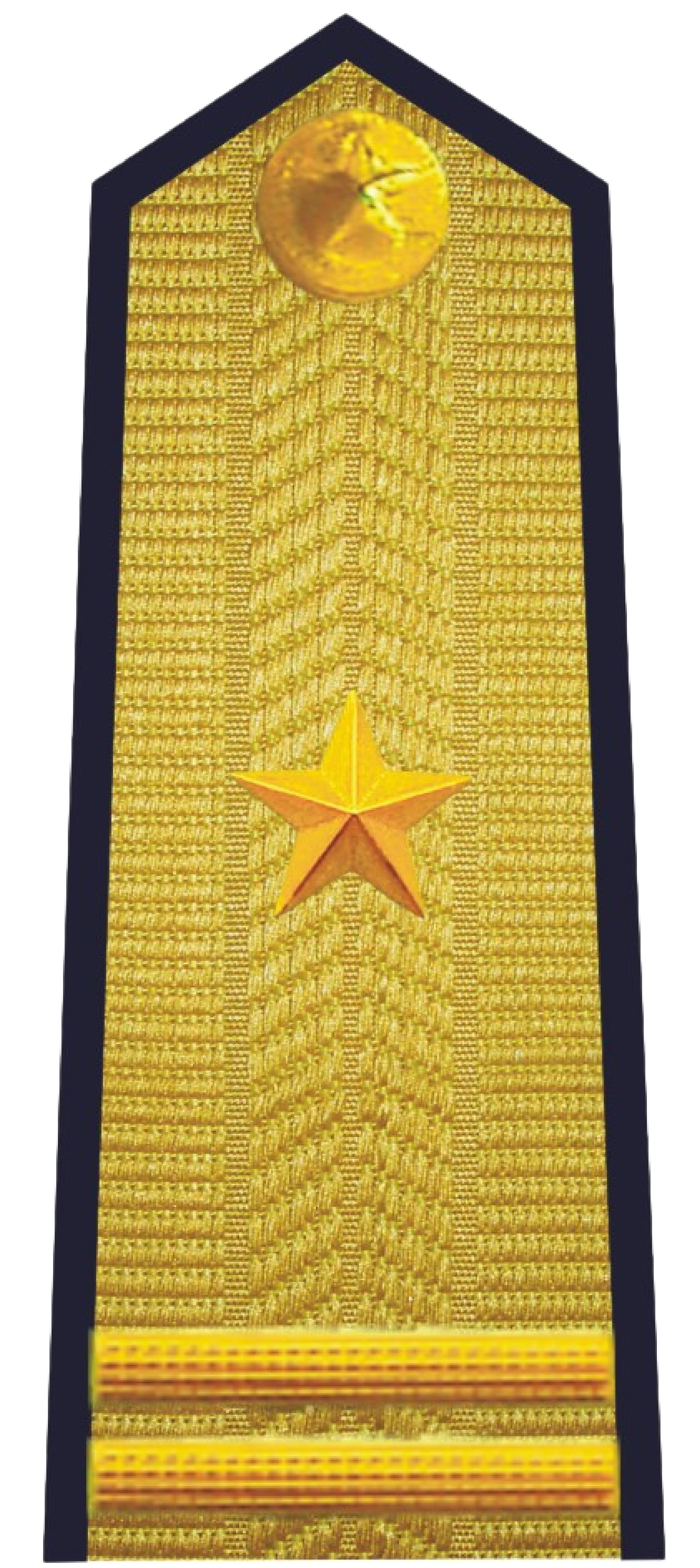
Việt Nam

## Xếp hạng tương đương theo quốc gia
Theo thứ tự chữ cái sắp xếp theo tên quốc gia hoặc quốc gia có chủ quyền
- Jagran (جګړن) (Afghanistan)
- China
  - 少校 (Shaoxiao) (Trung Quốc/Cộng hòa Nhân dân Trung Hoa)
  - 少校 (Shao-hsiao) (Đài Loan/Trung Hoa Dân quốc)
- Bojnik (Croatia)
- Ra'Ed (رائد) (Ai Cập và hầu hết các nước thành viên của Liên đoàn Ả Rập)
- Commandant (Pháp)
- Đức:
  - Sturmbannführer (Schutzstaffel và các tổ chức bán quân sự của Đức quốc xã)
- Tagmatarchis (Ταγματάρχης) (Hy Lạp & Síp)
- Őrnagy (Hungary)
- Mayor (Indonesia)
- Sargord (سرگرد) (Iran)
- Commandant (Ireland)
- Rav seren (רב סרן) (Israel)
- 少佐 (Shousa) (Nhật Bản)
- Mejar (Malaysia)
- Хошууч (Mongolia)
- w:ko:소좌 (Bắc Triều Tiên)
- Magat (Philippines)
- Major (Serbia)
- 소령 (Nam Triều Tiên)
- Comandante (Tây Ban Nha)
- Binbaşı (Thổ Nhĩ Kỳ)
- Major (Hoa Kỳ)
- Thiếu tá (Việt Nam)